# Вільгельм Марстранд
Вільгельм Марстранд (дан. Wilhelm Marstrand; 24 грудня 1810 — 25 травня 1873) — данський художник і графік.

## Життя і творчість
Вивчав живопис спочатку у Данській королівській академії мистецтв (1826—1833). Потім, отримавши стипендію, в серпні 1836 вирушив на навчання до Риму. На шляху до Рима він відвідав Берлін, Дрезден, Нюрнберг і Мюнхен. За підтримки своїх педагогів в Данській академії поступив в Академії витончених мистецтв Мюнхена. Закінчивши заняття в Мюнхенській Академії, здійснив чотирирічну навчальну поїздку в Рим, де вивчав класичне античне мистецтво. В цей італійський період створив ряд портретів і повних романтизму полотен, присвячених життю простих жителів Італії.
У 1841 повернувся у Данію, проїжджаючи через Париж і Берлін. У 1843 році став членом Данської королівської академії після того, як представив написане ним полотно «Еразмус Монтанус». З 1848 — професор Академії. Серед його учнів були відомі живописці групи скагенських художників Педер Северин Креєр і Мікаель Анкер, а також Карл Блох і Христіан Цартман.
Писав жанрові та історичні полотна, був чудовим портретистом і ілюстратором книг. Широко відомі були його ілюстрації до комедій Людвіга Гольберга. У 1853 очолив данську королівську академію мистецтв в Копенгагені і керував нею до 1859 року.

## Галерея
|                                                                                        |
| Король Христіан IV на борту фрегата під час битви біля Кольберзької пустки у 1644 році |

|                                   |
| Жовтневий фестиваль в Римі (1839) |

|                               |
| Портрет короля Христіана VIII |

|                                |
| Портрет художника Ернста Меєра |

|                                         |
| Портрет Провоста Копенгагена Е. К. Трід |

|                       |
| Портрет Генрика Рунга |

|                      |
| Портрет Едварда Ліра |

|           |
| Дон Кіхот |

|          |
| Італійка |